# Argumentum ad odium
Argumentum ad odium est une forme d'argument ou de réfutation sophistique consistant à rendre odieuse (en latin odium, « haine ») la thèse adverse en la reformulant et en la connotant de façon péjorative, sans justification apportée sur le fond.
Le plus souvent, c'est par association d'idées ou d'images, plutôt que par un raisonnement, que le rapprochement est fait entre une formulation neutre et une formulation péjorative de la thèse.

## Exemples
- « les femmes et les hommes sont égaux en droits » devient, sous forme d'argumentum ad odium : « Pour vous, les hommes doivent perdre toute virilité devant les femmes. »
- « Il faut accorder plus d'importance aux hommes victimes de violences conjugales » est transformée en : « accorder plus d'attention aux violences conjugales subies par les hommes c'est négliger les violences subies par les femmes ».
- « Il faut respecter les animaux » devient « D'après vous, il faut pleurnicher sur le sort de n'importe quel moucheron. »